# Albert Corhay
Albert Corhay, né le 6 mars 1955 à Liège, est un économiste belge. Depuis le 1er octobre 2014, il a également été le 61e recteur de l'université de Liège (ULiège), de 2014 à 2018, et le 1er à avoir été élu au suffrage universel pour un mandat de quatre ans.

## Biographie
Né en 1955, il est le deuxième d'une famille de 6 enfants. Il est décrit par son frère aîné comme un individu tenace qui sait se donner les moyens pour arriver à ses objectifs.
En 1978, il est diplômé en Administration des Affaires de l'université de Liège où il devient dès 1981 chercheur au service des méthodes quantitatives de gestion. Entre 1985 et 1988, il obtient une bourse du Collège inter-universitaire d'études doctorales dans les sciences du management de Bruxelles, ce qui lui permet de mener un projet de doctorat à l'étranger. En 1989, il est fait docteur en économie financière de l'université de Cambridge, au Royaume-Uni.
Une fois son doctorat achevé, il revient à l'université de Liège où il est le premier assistant du Professeur Pierre-Armand Michel du service d'analyse financière. Il entame ensuite sa carrière académique en tant que professeur de comptabilité et de finance dans les universités de Liège et de  Maastricht pendant 15 ans. Il est en outre nommé Professeur ordinaire à  HEC-École de gestion de l'ULg
À partir de 2002, Albert Corhay occupe des postes administratifs au sein de l'ULg. Il est successivement nommé Doyen de la faculté d'économie, de gestion et de sciences sociales, puis Vice-Recteur en 2005 et Premier Vice-Recteur entre 2009 et 2014.
Parallèlement à sa carrière professionnelle, il garde une vie active dans la pratique de la moto, du vélo, de la randonnée ou de la course à pied[pertinence contestée].
Il est le père adoptif de 3 enfants d'origine éthiopienne[pertinence contestée].

## Élections rectorales
Albert Corhay est le premier recteur de l'ULiège à être élu au suffrage universel  pondéré. Alors que par le passé, seul le personnel académique pouvait voter, un décret datant de 2013 élargit à l'ensemble de la communauté universitaire le mode d'élection des recteurs des universités de Liège
et de  Mons, toutes deux organisées par la Fédération Wallonie-Bruxelles — une instance gouvernementale belge qui a entre autres
la charge de l’éducation.
Il est élu au second tour des élections rectorales de 2014 avec 52,10% des voix, devant le Professeur Pierre Wolper, et ce malgré le rapprochement de celui-ci avec le Professeur Jean Winand qui a été éliminé au premier tour.

## Gouvernance
Contrairement à ses deux concurrents des élections, Albert Corhay s'inscrit dans la continuité de son prédécesseur, le Professeur Bernard Rentier, puisqu'il était déjà son Vice-Recteur durant le mandat de ce dernier.
Du fait de ses compétences, il est perçu comme un gestionnaire. En tant que Vice-Recteur, il a déjà géré des dossiers importants comme la restructuration du Centre spatial de Liège, ou la fusion de la  haute école de commerce de Liège avec l'ULg.
De par son mandat de recteur, Albert Corhay assure aussi la coprésidence du pôle académique Liège-Luxembourg. À l'heure où des questions se posent sur le financement des établissements d'enseignement supérieur, le paysage de l'enseignement se redessine en Fédération Wallonie-Bruxelles et l'on assiste à des regroupements de hautes écoles autour de chaque université en entités collectives appelées des pôles. C'est dans ces pôles qu'apparaissent des transferts de compétences destinées à assainir les finances de ces institutions. C'est à ce titre qu'Albert Corhay se prononce pour la disparition de certaines offres d'enseignement à l'université de Liège au profit d'une meilleure redistribution entre les autres institutions partenaires.
En ce qui concerne le cadre estudiantin, Albert Corhay se veut proche des étudiants et de leur  folklore sur lequel il prend favorablement position. Toutefois, en 2014, à la demande d'associations juives, il a dû interdire une soirée étudiante à thème stigmatisant le conflit israélo-palestinien.
En juin 2017, Albert Corhay suscite la polémique en proposant de faire prolonger son mandat de 4 à 6 ans. Si une réflexion a été engagée sur la possibilité d'étendre de 2 ans les mandats des recteurs des universités wallonnes, l'idée de « changer les règles en cours de rectorat, sans repasser par un scrutin, et légiférer juste pour le cas particulier liégeois » se heurte à de vives critiques.

### Équipe rectorale
Pendant toute la durée de son mandat, Albert Corhay est secondé par trois vice-recteurs :
- Professeur Eric Haubruge, premier vice-recteur chargé du développement et de l'enseignement ;
- Professeur Rudi Cloots, vice-recteur à la recherche.